# فوئنتئالبییا

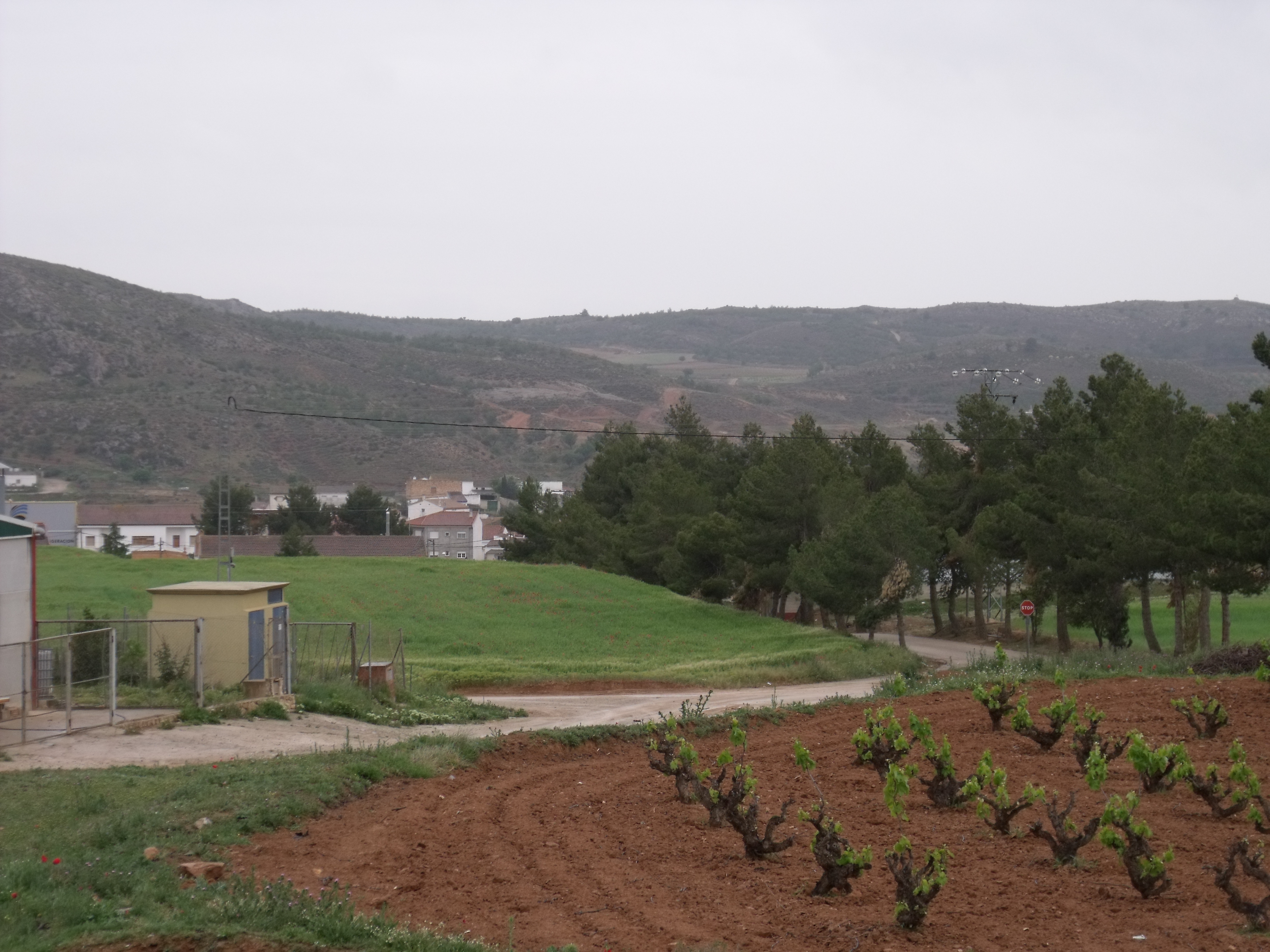

فوئنته-آلبیا دهستانی در استان آلباستهٔ اسپانیا است.
در این دهستان ۱۹۴۳ نفر زندگی می‌کنند. مساحت این دهستان ۱۰۸٫۶۳ کیلومتر مربع است.